# Pnigalio trjapitzini
Pnigalio trjapitzini är en stekelart som beskrevs av Storozheva 1995. Pnigalio trjapitzini ingår i släktet Pnigalio och familjen finglanssteklar. Inga underarter finns listade i Catalogue of Life.